# Landwasserschlepper
A Landwasserschlepper (LWS) egy második világháborús kétéltű tüzérségi szállító és vontató volt. Főleg emberek és rakományok vízi akadályokon (szorosokon, öblökön, tavakon, folyókon stb.) keresztül történő szállítására használták. Feltételezték, hogy a németek végül sikertelen Nagy-Britannia-inváziójában is felhasználják. Az LWS-t nem tartották túl sikeresnek. 21-23 darab készült. Sok harctéren megjelent, de mindig csak minimális számban.[1]

## Története
A kétéltű traktor fejlesztésére vonatkozó követelményeket 1935-ben adták ki. [2] A jármű fejlesztése 1937-ben kezdődött a düsseldorfi Rheinmettal-Borsigban. A gyártó együttműködött a Maybach (motor), a Zahnradfabrik (sebességváltó), a Schertel-Sachsenberg (törzsforma, hajócsavarok), az Alkett (alváz) és a Kässbohrer (kétéltű teherautó-utánfutó) cégekkel. Az LWS-t húsz katonának 1,25 méteres hullámig terjedő tengereken történő szállítására, illetve szállítási feladatok elvégzésére vagy egy teherszállító utánfutó vontatására szánták. A fejlesztési munka lassan haladt előre. Az első két prototípus 1939 nyarán készült el. Mindkettőt a 86. mérnök légideszant zászlóaljhoz rendelték, és egyes források szerint a West Bug folyó áthidalására használták. A program csak Franciaország 1940 júniusi bukása után kapott kiemelt prioritást, mivel a Harmadik Birodalomnak kétéltű eszközökre volt szüksége Nagy-Britannia közelgő inváziójához. 1940 augusztusában az első három prototípust Sylt szigetén tesztelték (a negyedik az év végére készült el). Franz Halder hadseregtábornok számos hiányosságot talált benne (alacsony sebesség, nagy sziluett, páncél hiánya, túlterhelt alváz). [1] Ennek ellenére az LWS-t 1942-ben hadrendbe helyezték a haditengerészeti mérnököknél, és korlátozott volt a bevetése.  Az Oroszlánfóka hadművelet , a Nagy-Britannia tervezett inváziója során az összes szárazföldi vontatót áthelyezték a francia Csatorna-partra. Amikor a Seelöwe hadműveletet nem hajtották végre, néhány LWS-t 1941-ben a keleti frontra helyezték át (de jutott belőle Észak-Afrikába is egy példány) a Barbarossa hadművelet támogatására. 1941 szeptemberében a balti-tengeri Moon , Ösel és Dagö szigeteinek elfoglalására használták. Fő hadműveleti területük a keleti front maradt, de a Földközi-tenger térségében is alkalmaztak szárazföldi vontatóhajókat. A sorozatgyártás 1942 augusztusáig folyt. [3] Különböző források szerint összesen 21–23 jármű készült. A legyártott egységek kis száma ellenére az LWS számos csatatéren jelent meg (de csak egy-két egységben): Észak-Afrikában, Szicíliában, Jugoszláviában, a Fekete-tengeren, Dániában, Norvégiában stb. Egy LWS-t vontatójárműként használtak. a Biber és Seehund mini-tengeralattjárók tesztjei során. Az SS- mérnököknek később volt legalább egy. [1]

## Fejlesztés
Az LWS fejlesztése 1935-ben kezdődött, a Hadsereg Fegyverügyi Hivatala megbízásából a Wehrmacht mérnökei kétéltű járműként.[ 1] [2] [3] Az első 7 járművet 1940 júliusáig gyártották le, a második, 14 járműből álló tételt 1941 márciusára szerelték össze. A gép fejlesztését a Rheinmetall -Borsig cég ( Düsseldorf ) végezte.[1] Mivel a járműnek kevés volt a belső tere, és nem volt könnyű ki- és beszállni, speciális 10 és 20 tonnás úszó pótkocsikat gyártottak hozzá.[3] A jármű három személyzeti tagot és 20 utast szállíthatott. A páncélzat hiánya nem tette lehetővé a jármű hatékony használatát harci területeken.

## LWS II
Az LWS bevezetésének tapasztalatait felhasználták a továbbfejlesztett LWS II jármű fejlesztése során. [1] 1942-ben elkészült a Pz IV harckocsi alvázát használó két prototípus. Együtt harmóniát alkotott egy középen 25 tonnás teherbírású teherpontonnal. [3] A katonaság azonban elvesztette érdeklődését irántuk az elégtelen teherbíró képesség miatt. 1944-ben az LWS-t az LWS II módosítás váltotta fel, amely alapvetően más eszközzel rendelkezett. Ez a PzKpfw IV alvázra épülő jármű már páncélozott vezetőfülkével rendelkezett [4]  1945-ben korlátozottan telepítették őket. Az egyiket a Szovjetunió elfogta és tesztelte. [1]

## Felépítése
A járművet pontonnak tervezték hajóorral és lánctalpas futóművel, amely lehetővé teszi a partraszállást és a szárazföldön való mozgást. Az alját gerincmerevítéssel erősítették meg. A háromfős legénység egy kis felépítményben kapott helyet. A legénység egy sofőr-szerelőből, egy parancsnokból és egy megfigyelőből állt. [1] A megfigyelő használhatta a felépítmény mennyezetében lévő nyílást. A járműben nem volt fegyver és páncélzat sem. A kabinban korlátozott mennyiségű rakományt szállíthatott. Mögötte alakították ki a zárt szállítóteret, amely akár 20 felszerelt katona befogadására is alkalmas, egy sor kis kör alakú ablakkal tette megkülönböztethetővé, amely az LWS vízi vonatkozását hangsúlyozta. [3] A szállítótér mögötti hátsó rekeszbe került a motor ami egy Maybach HL-120TRM ( a Pz IV harckocsi motorja ) 300 Lóerős (3000 rpm) 12 hengeres benzinmotor [2], amely két légcsavart forgatott a tatnál, a vízben való kormányzást dupla kormánylapáttal végezték. A hűtéshez szükséges levegőt a vezetőfülkétől jobbra hegesztett, zömök toronyhoz hasonló speciális beömlőből nyerték. [3]  Az LWS elsősorban egy Kässbohrer gyártmányú kétéltű pótúszály vontatására volt alkalmas, amely könnyű tankok szállítását is lehetővé tette. Kétféle uszályt fejlesztettek ki hozzá, egy kisebbet tíz tonnás, és egy nagyobbat, húsz tonnás teherbírással. Elsősorban könnyű tankok szállítására használták őket. Amelyből végül csak négy készült, mivel az újabb harckocsik tömege meghaladta a teherbírásukat. [1]
A speciálisan megalkotott pótkocsi egy nagy, négyszögletes platform volt, magas páncélozott falakkal és lehajtható hátsó ajtóval, amely a szállított anyagok be- és kirakodására szolgált. Az utánfutó három tengelyen feküdt , egy elöl és kettő hátul. Ennek vagy más könnyű páncélozott járműnek a szállítása során bevett gyakorlat volt, hogy a személyzet leszállt a járműről, és a vontató fedett terében foglalt helyet. [1] 
A mechanika mindkét oldalon négy kocsiból állt, mindegyik két kerékkel volt felszerelve , és laprugós felfüggesztéshez volt csatlakoztatva ; a hajtott kerék elől, az üresjárati kerék pedig hátul volt. 
Összességében a Landwasserschlepper impozáns jármű volt, közel 8,60 méter hosszú, szélessége körülbelül 3,16 és több mint 3,13 méter magas, össztömege pedig 13 tonna. A vízben a teljesítmény a méret ellenére is jó volt, szárazföldön a maximális sebesség elérte a 35 km/h-t, a vízben pedig 12,5 km/h-t lehetett elérni, és akár 150 kilométeres hatótávolság 
terepen, kiépített úton pedig 240 kilométerre emelkedett. [1][2][3]